# Саропоны
Сарапоны (бел. Сарапо́ны) — деревня в Новосёлковском сельсовете Поставского района Витебской области Белоруссии. Население — 0 человек (2019).

## География
Деревня расположена в 18 км от города Поставы.

## История
В 1873 году — в Маньковичской волости Вилейского уезда Виленской губернии, принадлежала Тизенгаузу, 22 души.
В 1905 году — 97 жителей, 92 десятины земли.
В результате советско-польской войны 1919—1921 гг. деревня оказалась в составе Срединной Литвы.
С 1922 года — в составе Маньковичской гмины Дуниловичского повета Виленского воеводства Польши (II Речь Посполитая).
В 1922 году — 12 дворов, 61 житель.
В сентябре 1939 года деревня была присоединена к БССР силами Белорусского фронта РККА.
С 15 января 1940 года — в Груздовском сельсовете Поставского района. Вилейской области БССР.
В 1941 году — 12 дворов, 68 жителей.
В 1946 году — 48 жителей.
С 20 мая 1960 года — в Савичском сельсовете.
В 1963 году — 10 дворов, 32 жителя.
С 17 мая 1985 года — в Лукашовском сельсовете.
С 24 августа 1992 года — в Новосёлковском сельсовете.
В 2001 году — 4 дворов, 5 жителей, в колхозе имени Суворова.